# Byrrhus pilosellus
Byrrhus pilosellus là một loài bọ cánh cứng trong họ Byrrhidae. Loài này được Villa & Villa miêu tả khoa học năm 1833.